# Bàsquet Girona
O Club Bàsquet Girona 2014, SAD, mais conhecido apenas como Bàsquet Girona (AFI: [βasˈket ʝiˈɾona]), é um clube profissional de basquetebol com sede em Girona, Espanha. Seus jogos como mandante são disputados no Fontajau com capacidade para 5 500 espectadores. Seu fundador e presidente é o grande pivô bicampeão do mundo ex-NBA Marc Gasol.

## História

### Criação e ascenção
O clube fundado em 5 de abril de 2014 e que não deve ser confundido com o Club Bàsquet Sant Josep (Akasvayu), iniciou como uma escola de basquetebol (CEB Marc Gasol) na cidade com apoio do governo local e competindo em categorias de base.  Na ocasião, o Prefeito Carles Puigdemont disse: "Girona, o Basquetebol e Marc Gasol de uma forma constante e com grande envolvimento" em referência à época em que Gasol iniciou no basquetebol profissional, justamente por um clube da cidade.
Em 2017, a equipe que no ano anterior havia adicionado o nome da cidade no seu nome, ficando como CEB Girona Marc Gasol, na atual temporada pleitearia uma vaga na Liga EBA (quarta divisão) já com o nome Bàsquet Girona. O primeiro treinador da equipe principal seria o catalão Quim Costa. Neste primeira incursão ficaram como quarto colocado no Grupo C-A (dezessete vitórias e nove derrotas).
Na temporada subsequente (2018-19), graças à ampliação da LEB Prata (terceira divisão), ingressaram no escalão terciário do basquetebol espanhol, onde ficaram por duas temporadas conquistando o vice-campeonato da Copa LEB Plata de 2020.
Na temporada 2019-20, em meio à Pandemia de COVID-19, a Federação Espanhola de Basquetebol (FEB) optou por promover as três equipes melhor classificadas na LEB Plata 2019-20 para a LEB Oro (segunda divisão) na temporada 2020-21 e juntamente com Girona, ascenderam também Tizona e Murcia.

### Retorno do ídolo como jogador

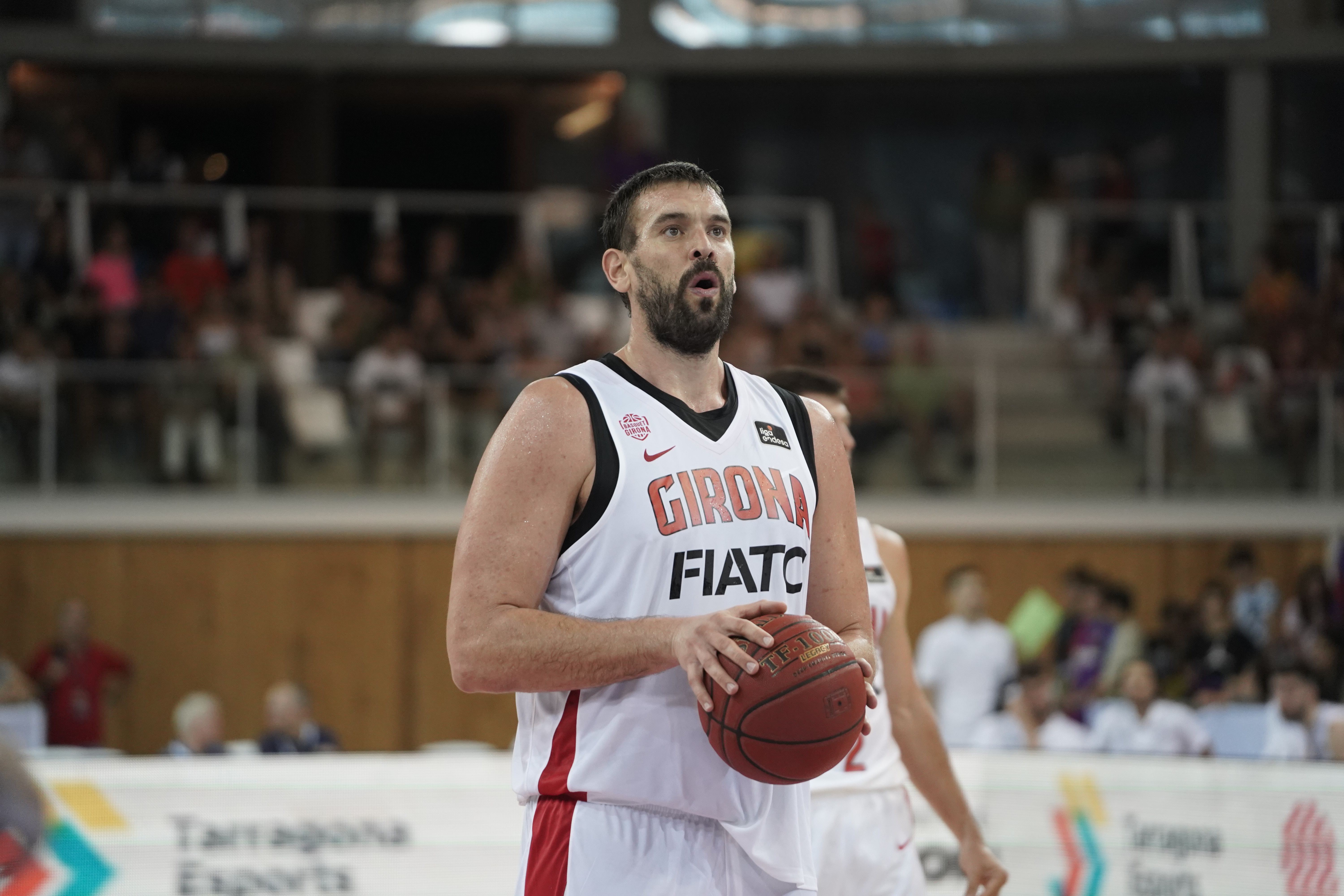
Marc Gasol defendendo as cores do Bàsquet Girona em 2020.

Marc Gasol, após 13 anos disputando a NBA com passagens por Memphis Grizzlies, Toronto Raptors e Los Angeles Lakers, ele voltou onde tudo começou, Girona.À época, o Bàsquet Girona ainda disputava a LEB Oro e Marc Gasol os levou ao acesso à Liga ACB na temporada 2021-22,  jogando e vencendo o Final Four de promoção, após ter ficado em segundo lugar na temporada regular. Marc foi anunciado como o MVP das Finais
Durante a disputa da temporada 2023-24 da Liga ACB, em 31 de janeiro de 2024, Marc anunciou que estava se aposentado das quadras após vinte temporadas como profissional, um título da NBA pelos Raptors, dois títulos mundiais pela Espanha e a camisa número 33 aposentada pelos Grizzlies.

### Histórico de temporadas
| Temporada | Competição Doméstica | Competição Doméstica | Competição Doméstica | Competição Doméstica | Competição Doméstica | Competição Doméstica | Copas             | Copas     | Competições Europeias | Competições Europeias |
| Temporada | Nível                | Liga                 | Pos.                 | TR.                  | PL.                  | Pós Temporada        | Copa              | Supercopa | Liga                  | Resultado             |
| --------- | -------------------- | -------------------- | -------------------- | -------------------- | -------------------- | -------------------- | ----------------- | --------- | --------------------- | --------------------- |
| 2017-18   | 4                    | Liga EBA             | 4º                   | 17-9                 |                      |                      |                   |           |                       |                       |
| 2018-19   | 3                    | LEB Plata            | 9º                   | 10-12                |                      | Quartas de finais    |                   |           |                       |                       |
| 2019-20   | 3                    | LEB Plata            | COVID-19             | COVID-19             | COVID-19             | COVID-19             | Copa LEB Plata FN |           |                       |                       |
| 2020-21   | 2                    | LEB Oro              | 13                   | 18-16                |                      |                      |                   |           |                       |                       |
| 2021-22   | 2                    | LEB Oro              | 4                    | 21-13                | 5-0                  | Promovido            |                   |           |                       |                       |
| 2022-23   | 1                    | Liga ACB             | 14                   | 11-23                |                      |                      |                   |           |                       |                       |
| 2023-24   | 1                    | Liga ACB             | 14                   | 13-21                |                      |                      |                   |           |                       |                       |
| 2024-25   | 1                    | Liga ACB             | 14                   | 12-22                |                      |                      |                   |           |                       |                       |

### Títulos
Copa LEB Plata
- Finalista(1): 2020

LEB Oro (Final Four)
- Campeão (1): 2022

## Treinadores
- Quim Costa (2017−2019)[13]
- Àlex Formento (2019−2020)[14]
- Carles Marco (2020−2021)[15]
- Jordi Sargatal (2021−2022)[16]
- Aíto García Reneses (2022−2023)[17]
- Salva Camps (2023−2024)[18]
- Fotios Katsikaris (2024)[19]
- Moncho Fernández (2024−presente)[20]

## Jogadores notáveis
- Quino Colom[21]
- Marc Gasol
- Pierre Oriola[22]
- Jordi Trias[23]
- Khem Birch[24]